# (10681) Khture
(10681) Khture (1979 TH2) – planetoida z pasa głównego asteroid okrążająca Słońce w ciągu 5,59 lat w średniej odległości 3,15 j.a. Odkryta 14 października 1979 roku.

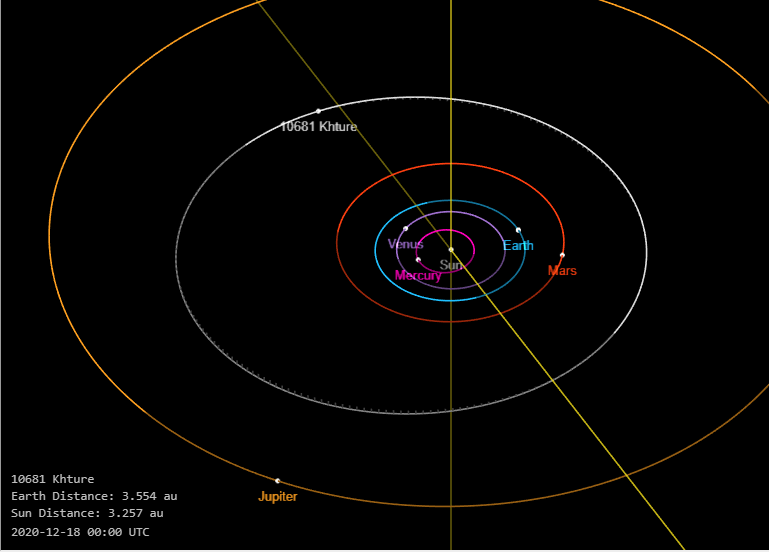
Orbita planetoidy 10681 Khture i jej pozycja w Układzie Słonecznym wraz z orbitą Jowisza